# Seconda Categoria (campionato riserve)
La Seconda Categoria fu un campionato italiano di calcio organizzato dalla FIGC nel primo Novecento, subalterno a quello di Prima Categoria.

## Storia
La Seconda Categoria fu istituita nel 1904 come primo campionato italiano della storia subalterno alla Prima Categoria, e ideata per poter fare giocare in un torneo ufficiale i giocatori di riserva delle società già partecipanti al campionato di Prima Categoria, ma successivamente furono ammesse a questo campionato anche le prime squadre delle società che non si sentivano in grado di competere per il titolo maggiore, e conseguentemente non desideravano sobbarcarsi gli ingenti costi d'iscrizione e competizione nel massimo torneo. Le squadre riserve che partecipavano a questo torneo venivano comunemente segnalate sui giornali dell'epoca con un II per distinguerle dalle prime squadre abitualmente indicate come I.
Nelle prime stagioni, il campionato fu chiamato sulla stampa anche come Campionato juniores, definizione, tuttavia, da non confondersi con quella odierna poiché in campo potevano scendere sia giocatori maggiorenni che minorenni: su nessun documento ufficiale sia FIF che FIGC pubblicato nelle principali rubriche sportive e giornali sportivi dell'epoca risulta alcun limite di età.
Non esiste, inoltre, alcuna traccia sui giornali dell'epoca che esistesse un campionato studentesco licenziato dalla FIF antesignano della Seconda Categoria, sebbene diversi furono i tornei a cui parteciparono società studentesche nate soprattutto nei maggiori capoluoghi quali Torino, Milano, Genova e Firenze, città in cui avrebbero potuto utilizzare dei campi pubblici e di proprietà privata concessi delle maggiori società calcistiche dell'epoca vista la mancata approvazione di un progetto di legge promosso nel 1898 dal Ministro della Pubblica Istruzione Gallo per poter realizzare con soldi e mezzi pubblici dei campi sportivi in ambito scolastico.
Pur non essendo ancora istituito il titolo sportivo, e di conseguenza un rapporto piramidale ufficiale fra i campionati, era usanza indiscussa che la FIGC invitasse le eventuali squadre titolari che si fossero aggiudicate questo campionato ad iscriversi alla Prima Categoria dell'anno successivo, avendo dimostrato di aver acquisito un tasso tecnico-calcistico tale da poter competere con i principali club italiani. Era dunque in pratica, seppur non di diritto, una primitiva forma di promozione, senza tuttavia il corrispondente meccanismo di retrocessione.
Nel 1908 e nel 1909 al campionato italiano di Seconda Categoria, così come a quello di Prima, fu affiancato un torneo federale cui erano ammessi anche i calciatori stranieri, mentre quello italiano era stato riservato ai soli calciatori in possesso della cittadinanza nostrana. Il campionato italiano continuò ad assegnare il titolo nazionale in palio dal 1904, mentre alla nuova competizione era abbinato il meno prestigioso riconoscimento di Campione Federale. Differentemente dalla massimo campionato, nel quale diversi club sabotarono la decisione della FIF di relegare gli stranieri nel torneo federale, per la Seconda Categoria non si pose realmente il problema di scegliere quale dei due campionati prediligere, sia perché il minor titolo in gioco non creava altrettante tensioni, sia perché il meccanismo dei boicottaggi non si manifestò in maniera altrettanto chiara come nel torneo supremo.
Dall'edizione 1909-10, con la nascita dei Comitati Regionali, le eliminatorie regionali vennero affidate a questi ultimi, mentre venne abbozzata una sezione sperimentale dedicata al Sud Italia. Nel 1911 però, la FIGC iniziò a trovarsi di fronte ad un duplice dilemma: da una parte il boom di iscrizioni di squadre titolari, specialmente in Lombardia, mise in crisi la natura stessa di questo torneo, mentre dall’altra parte l’essersi trovata per la prima volta di fronte alla necessità di regolare l’accesso alla Prima Categoria per un eccesso di iscrizioni, nello specifico quelle del Casale e del Racing Libertas per cui si dovette organizzare una qualificazione, pose il problema di creare un meccanismo di promozioni nella massima serie. Nel 1912 le squadre riserve della Seconda Categoria si trasferirono dunque nel Campionato Riserve, mentre quelle titolari che non avevano titolo ad iscriversi in Prima Categoria furono traslate nella nuova Promozione, decretando l'abolizione per scissione della Seconda Categoria. Il cambiamento si rese necessario perché sia perché molte nuove società neoaffiliate venivano inserite in questo campionato con ben poca fortuna, sia perché l'espansione dei ranghi della Prima Categoria aveva reso consigliabile l'introduzione di un più chiaro meccanismo di promozione e retrocessione. Nella sua ultima edizione la Seconda Categoria arrivò a comprendere 9 squadre riserve ed 8 titolari nel Triangolo industriale, più 2 club nel girone sperimentale del Meridione, mentre altri comitati regionali come la Toscana e il Veneto organizzarono propri campionati locali nominalmente posti sullo stesso rango.

## Albo d'oro
| Edizione        | Vincitore                        | Secondo Posto   | Terzo posto        | Note                                                                           |
| 1904            | Genoa II                         | Juventus II     |                    |                                                                                |
| 1905            | Juventus II                      | Milan II        | Genoa II           |                                                                                |
| 1906            | Milan II                         | Genoa II        | Juventus II        |                                                                                |
| 1907            | Pro Vercelli                     | US Milanese II  | Virtus Juventusque | Pro Vercelli ammessa nel Campionato Italiano di Prima Categoria 1908           |
| 1908 (federale) | Pro Vercelli (campione federale) | Andrea Doria II | Ausonia            | [ 6 ]                                                                          |
| 1908 (italiano) | Piemonte                         | Ausonia         | Andrea Doria II    | Piemonte ammesso nel disconosciuto Campionato Italiano di Prima Categoria 1909 |
| 1909 (federale) | Piemonte (campione federale)     | Milan II        | Genoa II           | Il Piemonte rifiuta l'iscrizione alla Prima Categoria 1909-1910                |
| 1909 (italiano) | Pro Vercelli II                  | Milan II        | Andrea Doria II    |                                                                                |
| 1909-1910       | Libertas Milano                  | Pro Vercelli II | Andrea Doria II    | La Libertas rifiuta l'iscrizione alla Prima Categoria 1910-1911                |
| 1910-1911       | Pro Vercelli II                  | Genoa II        | Libertas Milano    |                                                                                |
| 1911-1912       | Milan II                         | Pro Vercelli II | Genoa II           |                                                                                |

### Titoli di Campione d'Italia
| Squadra         | Vittorie |
| --------------- | -------- |
| Pro Vercelli II | 2        |
| Milan II        | 2        |
| Libertas Milano | 1        |
| Pro Vercelli    | 1        |
| Piemonte        | 1        |
| Genoa II        | 1        |
| Juventus II     | 1        |

### Titoli di Campione FIF
| Squadra      | Vittorie |
| ------------ | -------- |
| Pro Vercelli | 1        |
| Piemonte     | 1        |